# Ель-Карак (Йорданія)

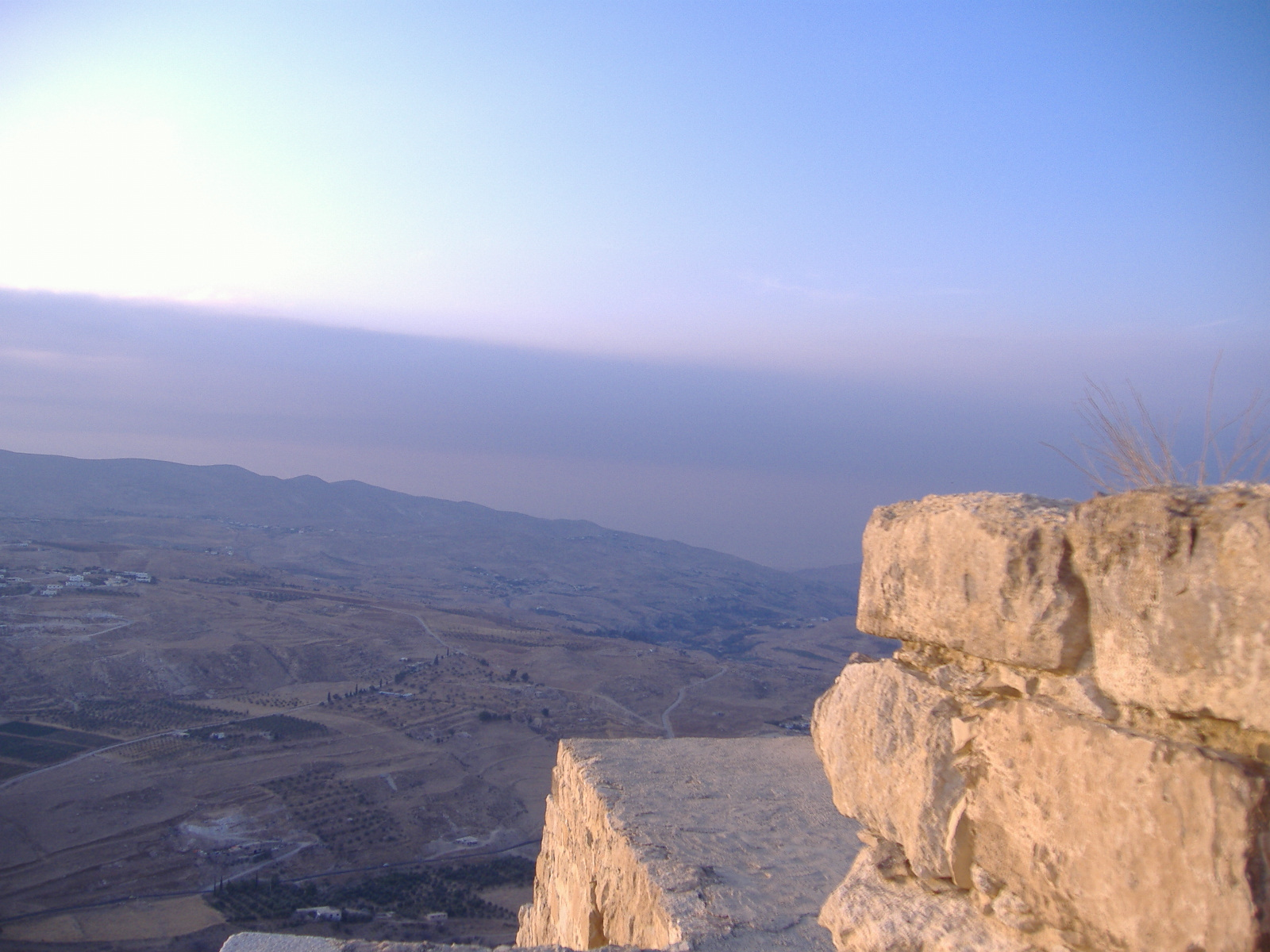
Вид на околиці з замку в Ель-Караку

Ель-Ка́рак, Ель-Керак (араб. الكرك) — місто на заході Йорданії, адміністративний центр і найбільший населений пункт однойменної провінції. Місто розвинулось навколо фортеці хрестоносців, що височіє на висоті близько 1000 метрів над рівнем моря, з якої можна легко бачити Мертве море.

## Географія
Місто розташовано у західній частині країни, неподалік від Мертвого моря та ізраїльського кордону. Ель-Карак розміщується на плато трикутної форми, що має висоту понад 300—400 м над навколишньою територією.
Клімат Ель-Карака є типовим середземноморським — більша частина опадів припадає на зимовий період. Оскільки місто розташовано на висоті близько 1000 м над рівнем моря, зими є досить прохолодними, зрідка випадає сніг. Середня температура січня— близько 10 °C, липня — 28°.

## Історія

Карта півдня Близького Сходу, бл. 830 до н. е.
Царство Моав
Юдейське царство
Ізраїльське царство
Філістимлянські міста-держави
Фінікійські держави
Царство Аммон
Царство Ідумея (Едом)
Арам
Ассирія
арабські племена
Набатейські племена
Арамейські племена

Територія сучасного Ель-Карака була заселена ще за залізної доби, близько 2400 року до н. е., і населяли її племена моавитян. 850 року до н. е. цар моавитян Меша об'єднав розрізнені племена у так зване царство Моав, куди увійшов і Кір Моаб (букв. «столиця моабітів»). У IX столітті до н. е. Ель-Карак згадується й у Біблії під назвами Кір, Кірхаре, Кірхарешет і Кір Херес.
Згодом Ель-Карак потрапив у залежність від Ассирії, правителем якої тоді був Тіглатпаласар III, який засилав до міста бранців з завойованого ним Дамаска.
За часів розквіту Стародавньої Греції та з часів завоювань Александра Македонського Ель-Карак був відомий під назвою Харха.
105 року Кірхаре був завойований римлянами, які перейменували місто на Каракмоба — «фортеця, що охороняє царство Моав». 295 року н. э. Римська імперія розділила Палестину на три частини. Ель-Карак увійшов до складу Палестини Терції зі столицею у Петрі.
У IV столітті Ель-Карак відійшов до Візантії та став єпархією. 636 року Ель-Карак був вперше завойований мусульманами, й місцеві християни почали жити за законами шаріату.
Початок становлення Ель-Карака як неприступної фортеці припав на XII століття, коли на Близькому Сході з'явились хрестоносці. Зведення фортеці почалось 1142 року під керівництвом Паєна де Мільї, який одночасно був і сеньйором Трансйорданії та дворецьким короля Фулька V Єрусалимського, більш відомого як Фульк Молодий. Хрестоносці назвали новий форт Крак Моавський або Крак-де-Моав, що означає «фортеця у Землі Моавській». Її будівництво було завершено 1161 року. Тоді ж Ель-Карак став столицею та резиденцією короля Зайордання. Крак-де-Моав увійшов до низки фортець, що протягнулись від єгипетського кордону (біля Акабської затоки) до Туреччини.
З 1188 року замок Крак чи аль-Керак, який був захоплений Салах ад-Діном, більше ніколи не належав хрестоносцям на відміну від багатьох інших фортець на Близькому Сході, що змінювали господарів упродовж всього XIII століття.
За часів правління Аюбідів (до 1263) та Мамлюків місто стало столицею території, що охоплювала більшу частину сучасної Йорданії, відіграючи упродовж двох століть одну з центральних ролей у внутрішній політиці Близького Сходу. 1263 року правитель Мамлюків Бейбарс розширив замок і збудував нові вежі. Також було перебудовано вхід до міста. Було прибрано браму, а до міста можна було потрапити лише через підземний хід, який можна бачити дотепер.
За всю свою історію Ель-Карак зазнавав величезної кількості облог, й жодного разу до XIX століття його не вдалось узяти штурмом. 1840 року Ібрагім-паша з Єгипту захопив фортецю Ель-Карак та зруйнував більшу частину її захисних споруд. 1868 року в Ель-Караку правив Мохаммед аль-Маджалі, який брав участь у руйнуванні Моавитського каменю.
В більш пізній період Ель-Карак все частіше ставав притулком заколотників, а замок використовувався як місце проведення родинних рад. З 1894 року, після встановлення над тією територією турецької влади, мамлюкський палац всередині фортеці використовувався як в'язниця. Арабське повстання поклало край турецькій владі над містом.
Після Першої світової війни Ель-Карак перебував у складі південної провінції Сирійського королівства. Після його падіння Ель-Карак відійшов до французів, а у липні 1920 року місцеві племена оголосили його незалежним регіоном Арабської держави Моав. 1921 року та територія стала еміратом Зайордання. У 1990-их роках Ель-Карак почав позиціонуватись як важливий туристичний центр Йорданії; а 1999, за допомоги США, навколо міста було утворено вільну економічну зону.

## Економіка
Ель-Карак є особливою промисловою зоною Йорданії. Найбільші підприємства, розташовані безпосередньо в Ель-Караку:
- Camel Textile International Corp (Тайвань)[15];
- Honorway Apparel Ltd[16][17];
- У місті поширено виробництво різних товарів народного вжитку, сувенірів та інших предметів домашнього побуту.

В Ель-Караку є невелика електростанція потужністю 24,5 МВт. Вона має одну газову турбіну і три дизельні. На станції працюють лише 10 осіб.
На території, прилеглій до Ель-Карака, досить інтенсивно розвивається зрошувальне сільське господарство. Там вирощують переважно пшеницю та ячмінь, а також локально культивуються маслини й виноград.

### Транспорт
Колись Ель-Карак розташовувався на так званій Дорозі Царів, яка була важливим торговим шляхом Близького Сходу, що брав початок у Сирії й закінчувався у Єгипті.
Нині місто розташовано на захід від головної автомобільної магістралі країни — Пустельного Шосе, що простягнулось країною з півночі на південь та об'єднало всі великі населені пункти в єдину транспортну систему. У тому ж місці й у тому ж напрямку простягнулась і залізниця. Автобуси з Ель-Карака регулярно вирушають до Аммана, Ет-Тафіли, Маана, Акаби. Окрім Акаби, Ель-Карак використовує ізраїльські порти для транспортування своєї продукції.

## Пам'ятки
| План старої частини міста |  |  |
| |  |  |
| |  |  |
| |  |  |
| 1. Вежа Бурж-аль-Захір 2.Вхід до міста (аль-Муаззама Іса) 3.Вхід до міста 4. Вежа Бурж-аль-Сауб 5. Вежа Бурж-аль-Банаві 5. Замок Червоною лінією позначено зруйновані стіни разрушенные стены |  |  |

- Замок. Розташований у південній частині міста. Його будівництво почалось 1142 року й тривало близько 20 років[19].
- Бурж-аль-Захір (Burj-al-Zāhir) — найбільша вежа, розташована у північно-західній частині міста. Була збудована за наказом султана мамлюків Бейбарса у 1260–1277 роках.
- Бурж аль-Банаві (Burj al-Banawī) — вежа на південному сході міста, яку було зведено також за наказом Бейбарса .
- Бурж аль-Сауб (Burj al-Sā'ub) — вежа, розташована трохи на південний схід від вежі Бурж аль-Банаві. Вона відрізняється від решти своїм зовнішнім виглядом і наявністю парапету з машикулями — навісними бійницями. Дата закладення вежі дотепер невідома.

### Музеї
- Каракський археологічний музей, відкритий 1980 року всередині старого замку. Містить експонати, що належать до періоду моавитян, а також подальших періодів: набатейського, римського, візантійського, часів правління хрестоносців і мусульман.
- Ісламський музей Мазар — розташований у містечку аль-Мазар біля Ель-Карака. У музеї є колекція предметів та експонатів (скульптура, кераміка й монети), що відображають цивілізацію, традиції, побут і культуру ісламського населення.

### Мавзолеї
- Мавзолей пророка Нуха. Також поряд із містом розташована його гробниця.
- Мавзолей Сулеймана або (Соломона) — пророка та ізраїльського царя. Розташований у містечку Сарфа.
- Мавзолей Зайд ібн Алі ібн аль-Хусейна — праправнука пророка Магомета

## Освіта
В Ель-Караку розташований один з найбільших вишів Йорданії — Університет Мута. Він був заснований 22 березня 1981. Нині в Університеті навчаються близько 17 тисяч студентів на 12-ти основних факультетах.

## Міста-побратими
- Бірмінгем (США)